# 黃靜 (傳媒人)
黃靜，原名黃潔恩，常用英文藝名Kawaii，又曾改名黃詩頴、黃櫟同、等，香港娛樂圈人物，曾從事電視台及電台節目主持多年，後擔任藝人經理人、報刊專欄作家等職。

## 生平
她早年曾於無綫電視擔任節目《K-100》的外景主持，當時改名黃詩頴。後加入香港電台第二台，是《娛樂滿天星》、《一時貪玩》、《創Ka童話》節目主持之一。2006年，已離開香港電台的她涉嫌任職該台期間，聯同母親虛報資料詐騙稿費，被廉政公署拘捕。但不獲起訴！
2010年代曾於DBC數碼電台擔任節目主持。
後擔任藝人的經理人，曾負責藝人包括何潤東（香港區）、徐肇平、張啟樂、戴祖雄（香港區）、黃曦桃及盧信宥。亦於《香港經濟日報》撰寫專欄，及時而擔任商業活動司儀。
她又涉足飲食界，於大埔開設了一間餐廳。

## 個人生活
曾與藝人陳宇琛傳出緋聞。